# Nasr Eldin El Shigail
Nasr Eldin Omer Ahmed El Shighail là một cầu thủ bóng đá người Sudan thi đấu ở vị trí tiền vệ cho Al-Merreikh.

## Thành tích
- With: Al-Merrikh SC
- Giải bóng đá ngoại hạng Sudan

Vô địch: (2) 2008, 2011
- Cúp bóng đá Sudan

Vô địch: (4) 2007, 2008, 2010, 2012
- Cùng với: Al-Hilal Club
- Giải bóng đá ngoại hạng Sudan

Vô địch: (2) 2014, 2016
- Cúp bóng đá Sudan

Vô địch: (1) 2016
Cùng với: Đội tuyển bóng đá quốc gia Sudan
- Cúp CECAFA

Vô địch (1): 2007